# Stéphane Alaize
Stéphane Alaize, né le 16 mars 1964 à La Tronche dans l'Isère et décédé le 15 mai 2014 à Valence dans la Drôme , est un homme politique socialiste français, fils de l'ancien député Jean-Marie Alaize et lui-même député de l'Ardèche de 1997 à 2002.

## Biographie
En circulant dans Aubenas en moto, il perd le contrôle de sa moto et heurte un mur. Hospitalisé à Valence en raison des fractures survenues lors de l'accident, il est placé en coma artificiel puis décède au cours de la nuit

## Détail des fonctions et des mandats
Mandats locaux
- 27 mars 1994 - 18 mars 2001 :  Conseiller général de l'Ardèche (canton d'Aubenas)
- 19 juin 1995 - 23 avril 2000 : Maire d'Aubenas
- 23 mars 1998 - 18 mars 2001 : vice-président du Conseil général
- 16 mars 2008 - 23 mars 2014 : Conseiller municipal d'Aubenas

Mandat parlementaire
- 17 juin 1997 - 18 juin 2002 : Député de la 3e circonscription de l'Ardèche